# آرتیوم گابریلیان
آرتیوم آرامی گابریلیان ( انگلیسی: Artyom Aramovich Gabrelyanov؛ زادهٔ ۹ فوریهٔ ۱۹۸۷) فیلم‌نامه‌نویس، تهیه‌کننده فیلم، روزنامه‌نگار، ناشر و نویسنده کتاب کمیک ارمنی‌تبار اهل روسیه است. وی از سال ۲۰۱۱ میلادی تا کنون مشغول به فعالیت می‌باشد. آرتیوم بنیانگذار en:Bubble Comics می‌باشد.

## زندگی‌نامه
وی در ۹ فوریهٔ ۱۹۸۷ ‏در اولیانوفسک از والدینی به نام‌های آرام گابریلیانوف و گالینا کولسووا به دنیا آمد و از دانشگاه دولتی مسکو فارغ‌التحصیل گشت.  در سال ۱۹۹۶ همراه خانواده‌اش به مسکو نقل مکان نمود.